# Mick Hutton
Mick Hutton (Chester, 5 juni 1956) is een Britse jazzbassist en -componist.

## Biografie
Hutton is bekend uit het Britse jazzcircuit door zijn werk met Harry Beckett (Pictures of You, 1985) en met Julian Argüelles, Iain Ballamy, Django Bates en Ken Stubbs (First House), het Chris Biscoe Sextet en Bill Bruford's band Earthworks. Daarnaast werkte Hutton gedurende zijn hele carrière bij Alan Barnes, Peter Erskine, Tina May, Jim Mullen, John Scofield, Alan Skidmore, Tommy Smith, John Taylor, Stan Tracey en Kenny Wheeler. In 2002 speelde hij op Robin Williamsons album Skirting the River Road en hetzelfde jaar speelde hij in een trio met Martin Speake en Paul Motian (Change of Heart). Een handblessure dwong hem om met de contrabas te stoppen. Hij begon te werken als basgitarist, percussionist, synthesizerspeler en als componist. Hij werkt met zijn eigen band van saxofonist Andy Panayi, pianist Barry Green en drummer Paul Robinson. Met zijn kwartet, met onder meer Iain Ballamy (saxofoons), Ross Stanley (piano) en Paul Robinson (drums), bezoekt hij regelmatig podia over de hele wereld.

## Discografie
Met Harry Beckett
- 1985: Pictures of You (Paladin)

Met The Gordon Beck Quintet
- 1985: Celebration (JMS)

Met First House
- 1986: Eréndira (ECM)
- 1989: Cantilena (ECM)

Met The Chris Biscoe Sextet
- 1986: Eréndira (Walking Wig)

Met Bill Bruford's Earthworks
- 1987: Earthworks (Edition)
- 1997: Heavenly Bodies (Venture)

Met John Taylor Trio
- 1991: Blue Glass (Ronnie Scott's Jazz House)

Met Tommy Smith
- 1991: Standards (Blue Note)

Met Steve Argüelles
- 1991: Steve Argüelles (Ah Um)

Met Nick Purnell
- 1991: Onetwothree (Ah Um)

Met Lysis
- 1991: The Wings of the Whale – You Yangs (Soma)

Met Stan Sulzman
- 1991: Feudal Rabbits (Ah Um)

Met Estelle Kokot
- 1999: Alternative Therapy (Sayin' Somethin')

Met Ken Stubbs
- 2000:Ballads (Cherry )

Met Robin Williamson
- 2002: Skirting the River Road (ECM)

Met Elkie Brooks & Humphrey Lyttelton
- 2002: Trouble in Mind (Slave to the Rhythm)

Met Gary Husband
- 2004: Aspire (Jazzizit)

Met Liam Noble Group
- 2004: In the Meantime (Basho)

Met Martin Speake
- 2006: Change of Heart (ECM)

Met Joanna Eden
- 2007: My Open Eye (Mr. Riddles)

Met The Boat-Rockers
- 2007: Live at Appleby 2004 (Mick Hutton)

Met Tim Garland
- 2015: Return to the Fire (Edition)

- Bibliothèque nationale de France: cb138954364 (data)
- Gemeinsame Normdatei: 134654870
- International Standard Name Identifier: 0000 0000 5513 7857
- Library of Congress Control Number: n2017021742
- MusicBrainz: 096a0549-2411-48cb-b68f-2c818923b742
- Système universitaire de documentation: 158167317
- Virtual International Authority File: 27252039
- WorldCat: E39PBJwxGXKf8qqBHhk8FGhj4q